# خاک جبار (روستا)
خاک جبار (به لاتین: Khak-i Jabbar) یک منطقهٔ مسکونی در افغانستان است که در ولسوالی خاک جبار واقع شده‌است. خاک جبار ۲٬۲۸۷ متر بالاتر از سطح دریا واقع شده‌است.